# Mané de la Parra
Mané de la Parra (né le 23 décembre 1982 à Mexico, au Mexique), est un acteur et chanteur mexicain.

## Biographie
Mane est le petit-fils de l'écrivain mexicain Yolanda Vargas Dulché. 
À l'âge de 15 ans, il commence des études musicales en prenant des cours de chant et de guitare. En 2001, il obtient un diplôme au Berklee College of Music de Boston. Pour se spécialiser durant ses études, il prend des cours de guitare flamenco à Barcelone avec Manuel Granados.
Il collabore avec des musiciens mexicains comme les groupes Perseguidos et Insignia.
Il compose avec les auteurs Ernesto et Edgar Cortázar, José Portilla, Marco Godoy, Daniel Dayz, entre autres.
Avec Marco Godoy il compose la chanson Recuerda nunca olvidar qui est la musique officielle de l'émission Fiesta Mexicana Bicentenario.
Il participe au concert Unidos por Veracruz, à l'initiative de la chanteuse Yuri dans l'Auditorium Nacional en compagnie d'artistes comme Manuel Mijares et K-Paz de la Sierra. 
Mi-2016 il enregistre le film Juan Apóstol, el mas amado produit par José Manuel Brandariz dans la province d'Almería en Andalousie en Espagne. Il joue le rôle-titre.

## Filmographie

### Cinéma
| Année | Titre                 | Rôle         | Remarques        |
| ----- | --------------------- | ------------ | ---------------- |
| 2012  | El cielo en tu mirada | José Pereyra | Débuts au cinéma |

### Télévision
| Année        | Titre                 | Rôle                           | Remarques              |
| ------------ | --------------------- | ------------------------------ | ---------------------- |
| 2009         | Verano de amor        | Bruno                          | Rôle secondaire        |
| 2010-11      | Niña de mi corazón    | Charly                         | Rôle secondaire        |
| 2011-12      | Esperanza del corazón | Alexis Duarte Moreno           | Protagoniste principal |
| 2012         | Cachito de Cielo      | Adrián "Cachito" Gómez Obregón | Apparition spéciale    |
| 2012         | Corona de lágrimas    | Ignacio "Nachito" Chavero      | Protagoniste principal |
| 2014         | La malquerida         | Ulises Torres Gallardo         | Protagoniste principal |
| 2015-present | Amor de barrio        | Daniel Márquez Lopezreina      | Protagoniste principal |

## Théâtre
| Année   | Titre    | Caractère | Remarques                                    |
| ------- | -------- | --------- | -------------------------------------------- |
| 2012-13 | Mentiras | Emmanuel  | Représentation théâtrale de comédie-musicale |

## Récompenses et distinctions
| Année | Récompenses        | Catégorie                      | Nomination            | Résultat   |
| ----- | ------------------ | ------------------------------ | --------------------- | ---------- |
| 2012  | Premios TvyNovelas | Meilleure révélation masculine | Esperanza del corazón | Nomination |